# Guinée aux Jeux olympiques d'été de 1988
La Guinée a participé aux Jeux olympiques d'été de 1988 à Séoul, en Corée du Sud.

## Résultats par événement

### Athlétisme
Marathon hommes
- Alassane Bah — 3:06.27 (→ 96e place)